# 용두산신사

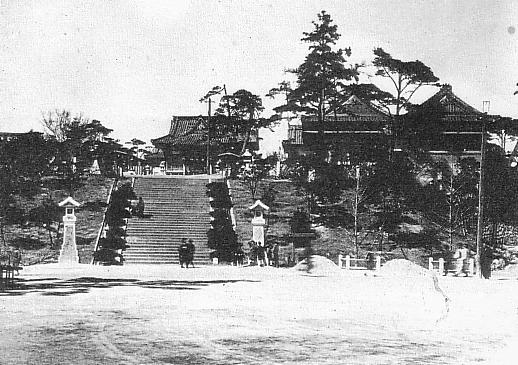
1930년 경의 용두산 신사

용두산신사(龍頭山神社)는 경상남도 부산부(현 부산광역시)에 조선시대에서 일제시대까지 존재하던 신토의 신사이다.

## 역사
1678년 조선 시대 초량 왜관이 설치된 동시에 일본인들은 거류지에 여러 신사를 설립하였다. 당시 용두산과 그에 부속된 용미산에 금도비라신사(金刀比羅神社; 고토히라), 변천신사(辨天神社; 벤자이텐), 옥수신사(玉垂神社; 다마다레), 도하신사(滔荷神社; 이나리), 조비내신사(朝比奈神社; 아사히나)가 있었다. 특히 금도비라신사는 항해의 신인 금도비라를 모시며 상업선들의 안전을 기원하였으며 변천(본래 변재천)은 재물을 관장하는 신이었다. 옥수신사는 이후 조비내신사 등을 합하여 용미산신사로 개칭되었다.
개항 이후 부산 거주의 일본인들에 의해 개건작업이 이루어져 1899년 7월 용두산 신사로 개칭하였으며, 곧 변천신사 등 인근의 신사들을 통합하여 부속에 두었다.
한일병합 이후 법률에 의해 정식 신사가 되었으며, 1916년 일제가 용두산공원을 대대적으로 조성하면서 용두산의 최정상부(현 부산 타워 위치)로 옮겨지게 되었다. 또한 신사 아래에 조성된 넓은 광장은 여러 행사와 모임이 열리는 장소가 되었다. 일제시대에 들어 제신은 아마테라스, 구니타마(國魂) 등으로 되었다.
1932년 용미산신사도 동쪽에 이설하여 함께 놓았다.
1945년 일제 패망 이후 지위를 상실하였으나 여전히 일본으로 귀국하는 일본인들의 집결지가 되기도 했다. 그러나 동년 11월 17일 오후에 일어난 방화사건으로 완전히 파괴되었다. 부속 신사들 역시 광복 이후 흔적을 찾기 힘들다.

## 같이 보기
- 용미산신사
- 용두산공원